# Muhammad Saʿīd Ramadān al-Būtī

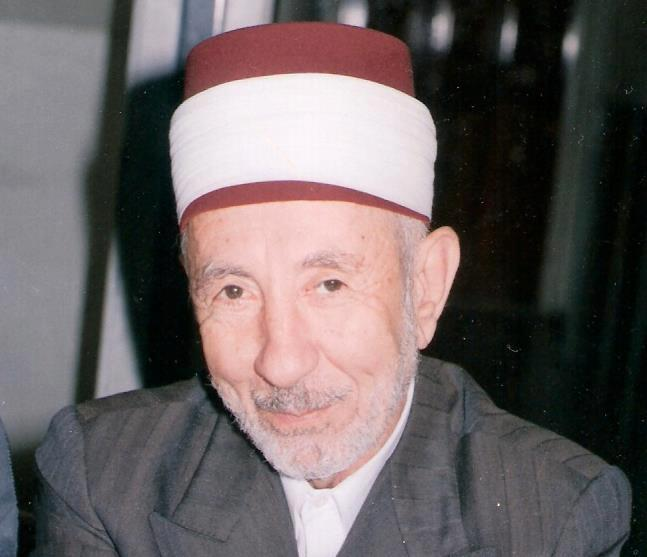
Mohamed Saïd Ramadân al Boutî

Muhammad Saʿīd Ramadān al-Būtī (arabisch محمد سعيد رمضان البوطي, DMG Muḥammad Saʿīd Ramaḍān al-Būṭī, französisch Mohamed Saïd Ramadân al Boutî; geb. 1929 in Cizre, Türkei; gest. 21. März 2013 in Damaskus) war ein syrisch-sunnitischer Religionsgelehrter türkisch-kurdischer Herkunft.

## Leben
Al-Būtī lehnte den politischen Islam ab und stand in Opposition zu den Aktivitäten der Muslimbruderschaft. In einigen seiner Werke kritisierte er die Salafistenbewegung und bezeichnete 1979 in einer Fernsehansprache die Angreifer, die einen Anschlag auf eine Einrichtung der syrischen Armee verübt hatten, als Kriminelle.
Er war Dekan des Fachbereichs Religion an der Fakultät für Islamisches Recht der Universität Damaskus, Syrien und einer der einflussreichsten islamischen Juristen. Er hatte Zugang zum früheren Präsidenten Hafiz al-Assad und wurde während der Präsidentschaft von Baschar al-Assad 2008 zum Prediger in der Umayyaden-Moschee berufen. Al-Būtī war Unterzeichner der Botschaft aus Amman und einer der 138 Unterzeichner des offenen Briefes Ein gemeinsames Wort zwischen Uns und Euch (engl. A Common Word Between Us & You), den Persönlichkeiten des Islam an „Führer christlicher Kirchen überall“ (engl. Leaders of Christian Churches, everywhere …) sandten (13. Oktober 2007). In seinem religiösen Engagement setzte er sich für den interreligiösen Dialog ein und verurteilt dagegen radikale Prediger wie Yusuf al-Qaradawi, mit dem ihm eine tiefe Feindschaft verbindet.
Mohammed Said Ramadan al-Buti starb am 21. März 2013 während des Bürgerkrieges in Syrien in Damaskus, zusammen  mit 41 weiteren Personen, durch einen Selbstmordattentäter. Sein Grab liegt neben der Umayyaden-Moschee direkt an der Seite von Saladin.

## Werke
- Persönlichkeiten, die mich beeindruckt haben (Šaḫṣīyāt istauqafatnī), veröffentlicht 1999 in Damaskus. Buch in acht Kapiteln, von denen vier Schlüsselfiguren der klassischen Sufik behandeln (Fudail ibn ʿIyād, ʿAbdallāh ibn al-Mubārak, Abū Hāmid al-Ghazālī und Dschalāl ad-Dīn ar-Rūmī), während sich die anderen vier mit bedeutenden Figuren der islamischen Moderne beschäftigen (Dschamāl ad-Dīn al-Afghānī, Said Nursî, Mustafā as-Sibāʿī und Roger Garaudy).[8]

## Belege
1. 1 2 3  Charles R. Lister: The Syrian Jihad: Al-Qaeda, the Islamic State and the Evolution of an Insurgency. Oxford University Press, 2016, ISBN 978-0-19-046247-5.
2. ↑  Answering Wahhabism and Salafism
3. ↑  Zur Schari'a-Fakultät, vgl. Fred H. Lawson: Demystifying Syria. 2012 (Online-Teilansicht)
4. ↑  Christoph Leonhardt: Religion und Gewalt in Syrien. Legitimierung und Mobilisierung unter der Assad-Dynastie (1970–2020), in: Konfrontation und Kooperation im Vorderen Orient 19, Münster 2024, S. 165, ISBN 978-3-643-25119-0 Religion und Gewalt in Syrien. In: lit-verlag.de. Abgerufen am 2. Juli 2025.
5. ↑  acommonword.com: Ein Gemeinsames Wort zwischen Uns und Euch (zusammengefasste Kurzform) (PDF; 186 kB).
6. ↑  Christoph Leonhardt: Religion und Gewalt in Syrien. Legitimierung und Mobilisierung unter der Assad-Dynastie (1970–2020), in: Konfrontation und Kooperation im Vorderen Orient 19, Münster 2024, S. 328, ISBN 978-3-643-25119-0 Religion und Gewalt in Syrien. In: lit-verlag.de. Abgerufen am 2. Juli 2025.
7. ↑  Damaskus: Mehr als 40 Tote bei Selbstmordattentat in Moschee. In: Spiegel Online. 21. März 2013, abgerufen am 9. Juni 2018.
8. ↑  Vgl. Christmann: A Plea for Circumstantial Innocence. 2007, S. 56f.

| Personendaten    | Personendaten |
| ---------------- | --- |
| NAME             | Būtī, Muhammad Saʿīd Ramadān al- |
| ALTERNATIVNAMEN  | Būṭī, Muḥammad Saʿīd Ramaḍān al-; Butī, Muhammad Sa‘īd Ramadān al-; Buti, Mohammed Said Ramadan Al-; Bouti, Said Ramadan Al; Bouti, Mohammed Said Ramadan al-; Buti, Muhammad Sa‘id Ramadan Al |
| KURZBESCHREIBUNG | syrischer Religionsgelehrter türkischer Herkunft |
| GEBURTSDATUM     | 1929 |
| GEBURTSORT       | Cizre |
| STERBEDATUM      | 21. März 2013 |
| STERBEORT        | Damaskus |